# Wavre
Wavre (tiếng Walloon: Aufe, Tiếng Hà Lan: Waver) là một đô thị ở tỉnh Walloon Brabant. Đây là tỉnh lỵ.
Wavre tọa lạc trong thung lũng Dyle. Dân địa phương nói tiếng Pháp. Đô thị Wavre gồm các xã cũ Limal và Bierges.
Thành phố này có nhà thờ St John the Baptist xây năm 1475. Tòa thị chính thế kỷ 18.
Đây là nơi sinh của nhà thơ Maurice Carême (1899–1978) và quê của Sœur Sourire ("The Singing Nun"), 1933–1985